# Tomáš Oravec
Tomáš Oravec est un footballeur international slovaque né le 3 juillet 1980 à Košice.

## Carrière
- 1998-2000 : 1.FC Kosice  Slovaquie
- 2001 : MFK Ružomberok  Slovaquie
- 2002-2004 : Viktoria Žižkov  Tchéquie
- 2004-2005 : Admira Wacker  Autriche
- 2005 : Panionios  Grèce
- 2006 : Boavista FC  Portugal
- 2006-2008 : Artmedia Petržalka  Slovaquie
- 2009-2011 : MŠK Žilina  Slovaquie
- 2011 : Shaanxi Zhongjian Chanba  Chine
- 2011-2012 : Spartak Trnava  Slovaquie
- 2012-2013 : EN Paralimni  Chypre

## Palmarès
- Avec l'Artmedia Petržalka
  - Champion de Slovaquie en 2008
  - Vainqueur de la Coupe de Slovaquie en 2008
- Avec le MŠK Žilina
  - Champion de Slovaquie en 2010
  - Vainqueur de la Supercoupe de Slovaquie en 2010